# Google词典
谷歌词典（Google Dictionary）是谷歌提供的一个在线词典服务，可以通过谷歌搜索、谷歌翻译使用，也存在谷歌浏览器的词典扩展。其内容本身则来自于牛津大學出版社等外部字典网站，不由谷歌自己提供。它最初是一个独立服务，但在集成到其他服务中后，该独立服务本身于2011年8月停止使用。

## 历史
该服务起源于谷歌翻译，2009年12月作为独立服务（google.com/dictionary）推出。
在集成到Google搜索之后，谷歌词典本身于2011年8月5日停用，不过，谷歌仍提供了该服务的Chrome扩展程序。